# Nina Ulyanenko
Nina Zakharovna Ulianenko (17 de dezembro de 1923 – 31 de agosto de 2005) foi uma piloto e navegadora que combateu na famosa formação militar Bruxas da Noite durante a Segunda Guerra Mundial. Ela foi agraciada com o título de Heroína da União Soviética no dia 18 de agosto de 1945.